# Toyota Mark X ZiO
Toyota Mark X ZiO – samochód osobowy produkowany od roku 2007 przez japońską firmę Toyota. Dostępny wyłącznie w wersji 5-drzwiowej. Następca modeli Mark II Blit i Opa. Do napędu użyto benzynowych jednostek R4 2.4 oraz V6 o pojemności 3,5 l. Moc przenoszona jest na oś przednią (opcjonalnie AWD) poprzez 6-biegową automatyczną lub bezstopniową skrzynię biegów.

## Dane techniczne ('07 R4 2.4)

### Silnik
- R4 2,4 l (2362 cm³), 4 zawory na cylinder, DOHC
- Układ zasilania: wtrysk bezpośredni
- Stopień sprężania: 9,8:1
- Średnica cylindra × skok tłoka: 88,50 mm × 96,00 mm
- Moc maksymalna: 163 KM (120 kW) przy 6000 obr./min
- Maksymalny moment obrotowy: 222 N•m przy 4000 obr./min

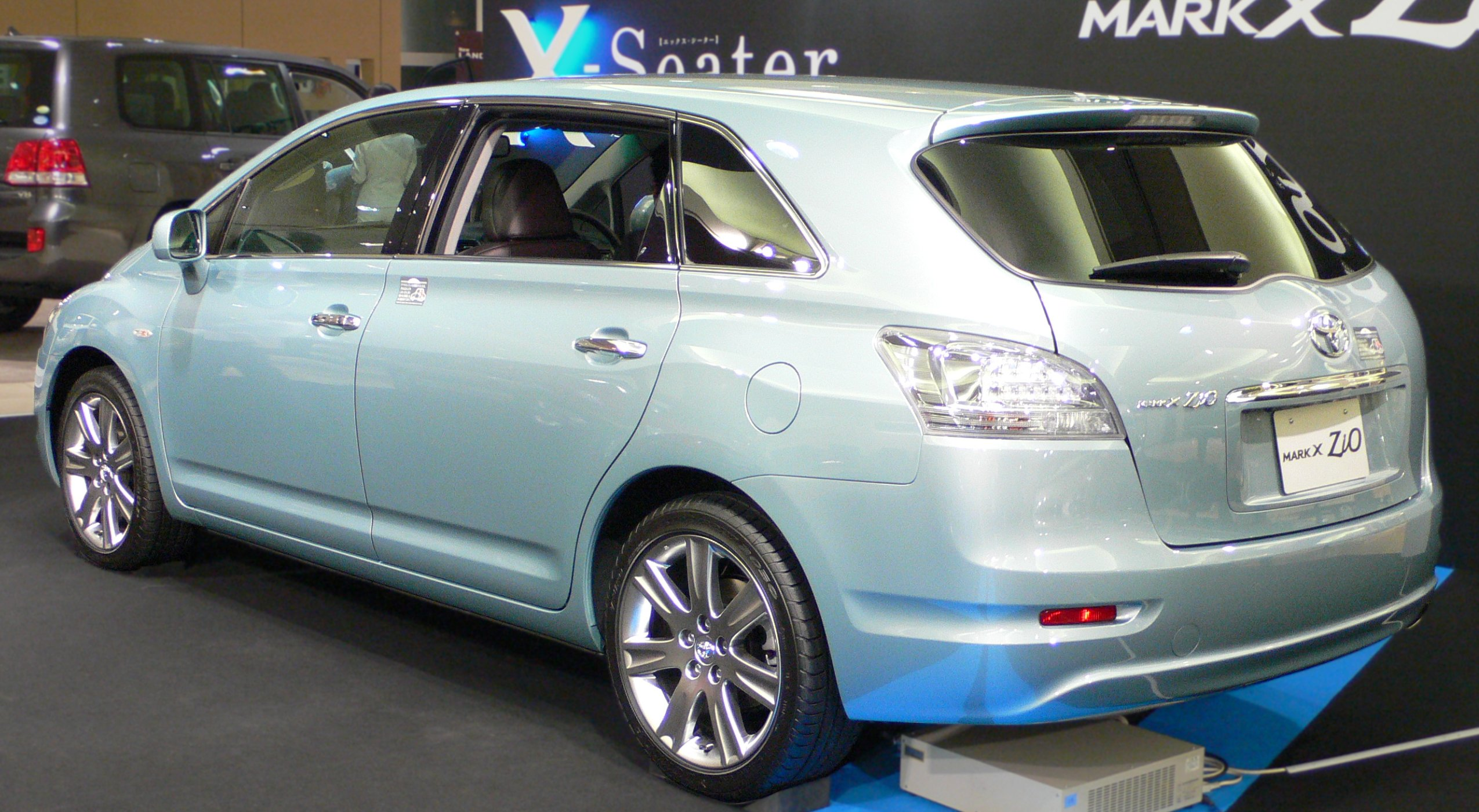
Tył nadwozia

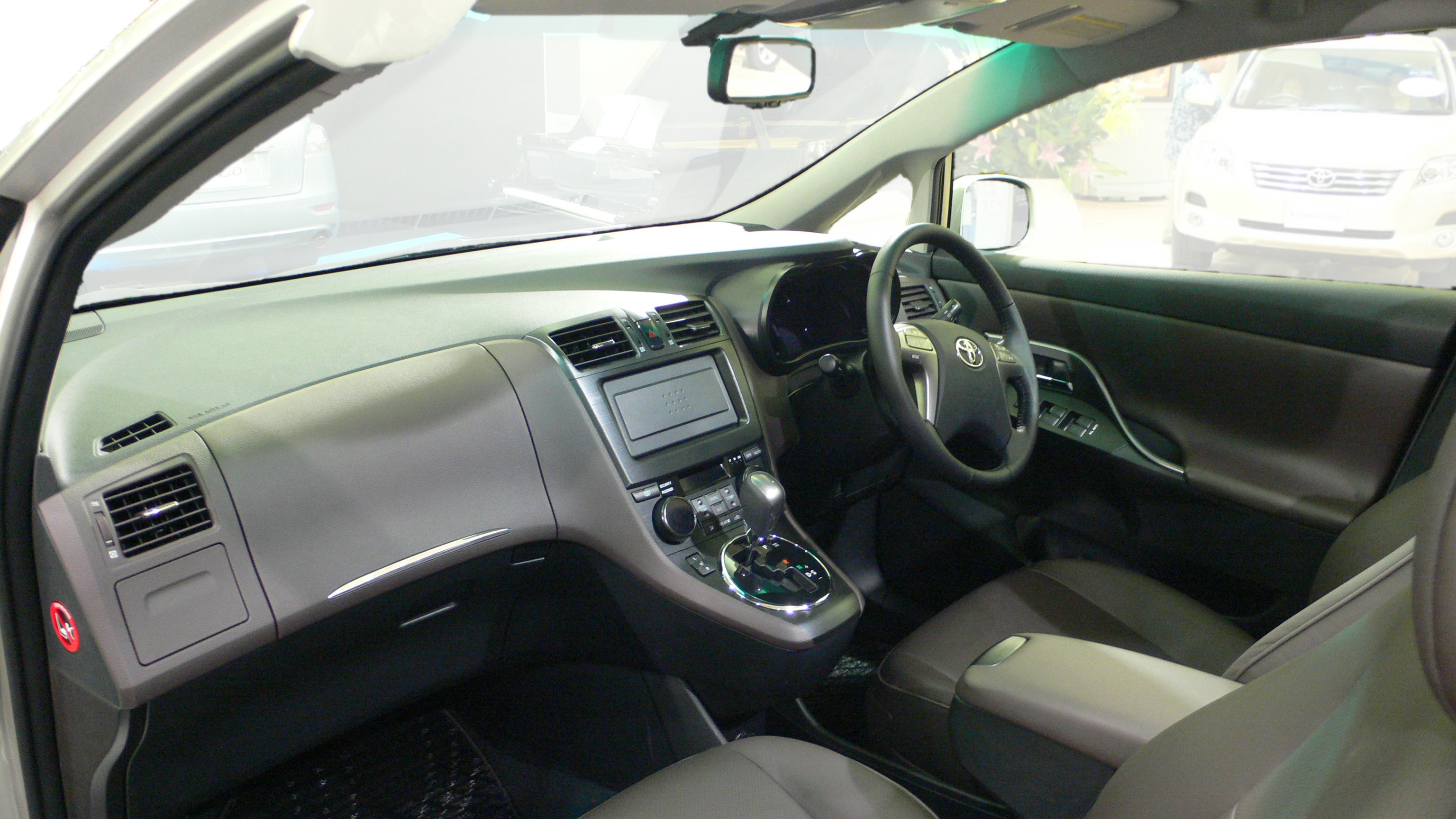
Deska rozdzielcza

## Dane techniczne ('07 V6 3.5)

### Silnik
- V6 3,5 l (3456 cm³), 4 zawory na cylinder, DOHC
- Układ zasilania: wtrysk bezpośredni
- Stopień sprężania: 10,8:1
- Średnica cylindra × skok tłoka: 94,00 mm × 83,00 mm
- Moc maksymalna: 280 KM (206 kW) przy 6200 obr./min
- Maksymalny moment obrotowy: 344 N•m przy 4700 obr./min